# Musha (Rwamagana)
Musha (Kinyarwanda Umurenge wa Musha) ist einer von 14 Sektoren des Distrikts Rwamagana in der Ostprovinz von Ruanda.

## Geographie
Der Sektor Musha hat eine Fläche von 44,8 km². Er setzt sich aus den sechs Zellen Akabare, Budahanda, Kagarama, Musha, Nyabisindu und Nyakabanda zusammen. Nachbarsektoren sind im Norden Murambi, im Osten Munyiginya, im Süden Mwulire, im Südwesten Gahengeri und im Nordwesten Fumbwe.

## Bevölkerung
Nach Stand der Volkszählung von 2022 liegt die Einwohnerzahl bei 27.525. Zehn Jahre zuvor waren es 21.145, was einem jährlichen Bevölkerungszuwachs von 2,7 Prozent zwischen 2012 und 2022 entspricht.

## Verkehr
Durch den äußersten Süden des Sektors verläuft die Nationalstraße 4. Den weiteren Sektor queren zwei District Roads.